# ZOIDS 〜白銀の獣機神ライガーゼロ〜
『ZOIDS〜白銀の獣機神ライガーゼロ〜』（ゾイド しろがねのじゅうきしんライガーゼロ）は、トミー（現・タカラトミー）より2001年6月15日に発売されたゲームボーイカラー用ゲームソフト。

## 概要
同社の展開する玩具シリーズ「ゾイド」を操作するアクションRPG。ストーリーはタイトル通りライガーゼロを主軸とする。
戦闘は1対1で、パーティーはサイズに関係なく3体まで編成が可能。また戦闘シーンはコックピットビューを採用、迫力ある演出を再現している。その他、武器の組み合わせで強力な特殊技を発動させたり、敵ゾイドから武器を奪ったりなどと、今までにない新要素も追加されている。

## ストーリー
主人公アルスターはライガーゼロと出会い、地底世界の様々な困難に立ち向かっていく。

## 登場人物
アルスター
西方大陸の辺境に住む主人公。年相応に短絡的で感情的になることもあるものの、優しく正義感のある少年。身を挺して白銀のライガーゼロを帝国軍ゾイドから守ろうとしたことで、ライガーゼロと心を通わせる。地上に戻る方法を探しながら、暴走ゾイドに困っている地底の人々のために奔走する。
ZOIDS SAGAシリーズの一部作品にも登場し、SAGA（第1作）とSAGA IIでストーリーに絡んで主人公の仲間となる。SAGA DSではストーリーには登場しないが、特定のチャレンジングモードをクリアするとキャラクターが開放される。
パルティ
本作のヒロインとなる地底世界の住人。地底に落ちてきたアルスターのライガーゼロを伝説の獣機神だと思い、祖父である村長に引き合わせる。地底世界を冒険するアルスターに同行し、地上世界まで付いていくことになった。
アルスターと同じく、ZOIDS SAGAとSAGA IIでもストーリーに登場する。SAGA IIではサラマンダーに搭乗しており、主人公たちと戦った後に仲間となる。
ソリッド
アルスターのライバルとなる帝国軍の軍曹。亡き父親もゾイド乗りであったため、少年兵ながらエリート意識が高い。スーパージェノザウラーに乗り、ライガーゼロを帝国のために持ち帰ろうとしてアルスターと何度か対立するが、地上世界に戻るために協力することとなる。アルスターからは格好つけの石頭な性格と言われつつも、プライドの高さゆえに抜け駆けをするような人間では無いと信頼された。
後にZOIDS妄想戦記2の第3話「双子の魔女」にも登場。帝国派の少数民族支援のためにハンマーロックで駆けつけた。後にジェノブレイカーを与えられ"数奇な運命をたどる"と語られたことから、ゲーム本編より前のエピソードであると示唆されている。
アルスターと同じく、ZOIDS SAGAとSAGA IIでもストーリーに登場し、主人公の仲間となる。
むらおさ
地底世界にある集落の村長で、パルティの祖父。賢者とも呼ばれる人物であるが、場の空気を和らげるために戯けるなど相当にユニークな性格をしている。
ブルージェム
元共和国のゾイド研究者。ゾイドが兵器として使われるのを嫌って、共和国にも帝国にも属さず西方大陸辺境に住み着いた。帝国軍ゾイドの攻撃で"おおけが"をしたライガーゼロを発見、遺跡で発見した設計図を元に改造して助けた。オープニングとエンディングのストーリーにのみ登場しており、ゲーム本編（地底世界の冒険）には全く関与しない。
ZOIDS SAGAとSAGAIIではストーリー中に登場する。SAGAではトリニティライガーの改良プラン（トリニティライガーBA）を発案する。

## 登場ゾイド
本作では70種類のゾイドが登場し、ゾイド図鑑に五十音順に登録される。本作オリジナルのゾイドは、以下の6種類。
NEWタイガー
地底世界に生息する謎のゾイド。アルファベットから名前が始まるため図鑑No.01に登録されるが、クリア後に湖の中にある隠しダンジョン（洞窟）の中でしか遭遇しない。セイバータイガーなどの従来のトラ型ゾイドとの関連性は不明だが、図鑑ではヘリック共和国のマークが表示されている。セイバータイガー#NEWタイガーも参照。
ゴジュラス3
ゴジュラスの亜種とされる謎のゾイド。地底世界に生息する。図鑑No.17に登録されており、ヘリック共和国ゾイドに分類される。ゴジュラス#ゴジュラス3も参照。
ジェノザウラーS
全身にブレードを装備した格闘戦特化型ジェノザウラー。図鑑No.29、ガイロス帝国所属。ジェノザウラー#ジェノザウラーSも参照。
スーパージェノザウラー
ソリッドが乗る改良型ジェノザウラー。図鑑No.33、ガイロス帝国所属。ジェノザウラー#スーパージェノザウラーも参照。
ダブルソーダS
森林ゲリラ戦仕様のダブルソーダ。くわがたの部分に装備した大型の回転ノコギリが特徴。図鑑No.43，ヘリック共和国所属。ダブルソーダSも参照。
レドラーMk2
地底世界に生息する謎のゾイド。レドラーの名前を冠してはいるが、通常型のレドラー（図鑑No.68）と比べてもかなり異なるデザインとなっている。図鑑No.69、ガイロス帝国所属。レドラーMk2も参照。